# سفارة المجر في المملكة المتحدة
سفارة المجر في المملكة المتحدة هي أرفع تمثيل دبلوماسي لدولة المجر لدى المملكة المتحدة. تقع السفارة في لندن وهي تهدف لتعزيز المصالح المجرية في المملكة المتحدة.

## وصلات خارجية
- الموقع الرسمي
- قائمة سفارات المجر
- قائمة السفارات في المملكة المتحدة